# 魔女與百騎兵2
《魔女與百騎兵2》是由日本一於2017年2月23日在PlayStation 4上推出的「黑暗奇幻動作」動作角色扮演遊戲（ARPG）。
2015年出售的PlayStation 4游戏《魔女與百騎兵》游戏的续作，前作主角梅塔莉卡的故事已經平安落幕，本作新魔女丘露卡和新百騎兵的新故事正式開幕。

## 概要
只有少女才會染上的不治之症——「魔女病」，其額頭上的第三隻眼一旦完全覺醒，少女就會成為依存放肆欲望而不斷破壞的「魔女」。
在魔女病而荒廢的幻想世界『凱瓦拉』，人們過著隨時要提防魔女的膽怯生活。
某處村莊裡有一對姊妹——雅瑪莉耶和米露姆，相依為命地生活著。不料從森林裡獨自回來的米露姆，她的額頭出現魔女病的徵兆，物語由此展開……

## 遊戲用語
魔女病
只會感染10歲以下的少女，額頭上會出現「第三隻眼」的傷痕。此眼睛完全張開時，少女的原性格會徹底消失，轉化成給周圍帶來災禍的魔女。
百騎兵
古老故事中登場的魔神。有出版以百騎兵為主題的兒童故事書，對小孩子是耳熟能詳的英雄。
凱瓦拉
本作的舞台，因魔女病橫行而荒廢不堪的世界。
白騎士
簡稱WR。宣示要根絕「魔女病」和「魔女」的醫療機關，凱瓦拉各地都設有支部。
白衣女神
在WR治療下成功克服魔女病的少女們的稱呼，有不亞於覺醒魔女的力量。
第三隻眼摘除手術
要防止染上魔女病的少女覺醒成為魔女前，對額頭的第三隻眼進行摘除的手術，只有WR有能力執行。

## 登場人物
丘露卡（Chelka，聲優：潘惠美）
本作的主角－百騎兵的新主人，米露姆覺醒成為魔女之後的模樣。由於不完結覺醒的緣故，偶爾會變回米露姆的樣子。
米露姆（Milm，聲優：潘惠美）
染上魔女病的少女，亞瑪莉耶的妹妹。為了治療此病而接受摘除手術，但卻在中途突然失敗，以不完結覺醒的型式成為魔女。
百騎兵（Cavalry，聲優：水原薰）
玩家在遊戲中要操控的魔法生物（瑪那米亞）。聽得懂人話，但是沒辦法說話的關係，只能用簡單的肢體動作來溝通。
亞瑪莉耶（Amalie，聲優：三澤紗千香）
米露姆的姊姊，視米露姆為最重要的存在看待，為了保護變成魔女的米露姆，決心要一邊欺瞞WR、一邊尋找變回原樣的方法。
弗尼姆金（Huninmugin，聲優：津田健次郎）
米露姆飼養的烏鴉，被丘露卡變成烏鴉使魔。

### 覺醒魔女
普莉姆（聲優：明坂聰美）
被WR視為極危險人物的最強覺醒魔女。已扭曲的慾望支配領土周遭的居民。
阿提斯（聲優：小林大紀）
魔女普莉姆身邊服侍的青年。
鴴（聲優：野上翔）
魔女普莉姆飼養的蜂鳥使魔。
伊莎貝爾（聲優：小林優）
個性淫蕩的覺醒魔女。不小心看到她的第三隻眼會陷入發狂狀態。

### 白騎士
加布莉葉蕾（聲優：淵上舞）
WR的白衣女神之一。在WR和居民裡有很高的人氣的賢慧綠髮女子，稱呼「聖母」。
蘇菲（聲優：大地葉）
WR的白衣女神之一。率領魔女討伐部隊的矮個子紅髮女子。
莉莎（聲優：相坂優歌）
WR的白衣女神之一。率領白騎士醫療團的高個子金髮女子。
提歐德爾（聲優：杉山紀彰）
WR的最高統帥。摘除手術開發者，是位天才鍊金術師。

## 外部連結
- （日語）遊戲官網 （页面存档备份，存于）
- （中文）官方網站 （页面存档备份，存于）